# Halticoptera patellana
Halticoptera patellana är en stekelart som först beskrevs av Johan Wilhelm Dalman 1818.  Halticoptera patellana ingår i släktet Halticoptera och familjen puppglanssteklar. Arten är reproducerande i Sverige. Inga underarter finns listade i Catalogue of Life.